# Antonello Cuccureddu
Antonello Cuccureddu (ur. 4 października 1949 w Alghero) – włoski piłkarz, grający na pozycji obrońcy, a po zakończeniu kariery trener.
Swoją karierę rozpoczynał w trzecioligowym klubie Torres, w roku 1967. W następnym sezonie przeniósł się do Brescii, by grać dla miejscowego zespołu Brescia Calcio. Stamtąd trafił do Juventusu, gdzie spędził najlepsze lata swojej kariery. Grał także w Fiorentinie.
Z drużyną „Starej Damy” sześciokrotnie wywalczył tytuł mistrza Włoch.